# Hubert Abreß
Hubert Abreß (* 6. September 1923 in Nürnberg; † 1. Oktober 2009 in München) war ein deutscher Verwaltungsbeamter. Nach Tätigkeit im Stadtplanungsamt der bayerischen Landeshauptstadt München war er von 1973 bis 1978 beamteter Staatssekretär im Bundesministerium für Raumordnung, Bauwesen und Städtebau.

## Werdegang
Abreß diente nach seiner Schulausbildung als Soldat im Zweiten Weltkrieg, aus dem er schwer verwundet heimkehrte. Er nahm an der Universität München ein Studium der Rechtswissenschaften auf und promovierte dort 1951 mit einer Arbeit über Die neueren Wandlungen des strafrechtlichen Handlungsbegriffes. Im gleichen Jahr legte er die Große juristische Staatsprüfung ab.
Am Landratsamt Traunstein trat er in den bayerischen Staatsdienst ein. Dort entstand eine enge Freundschaft zur Familie von Hans-Jochen Vogel, der damals am Amtsgericht Traunstein als Amtsgerichtsrat tätig war, die die beiden Männer seither verband. In der Folgezeit war Abreß in der Staatsanwaltschaft beim Bayerischen Verwaltungsgericht München, im Bayerischen Innenministerium sowie bei den Regierungen der Oberpfalz und von Niederbayern tätig. 1962 holte ihn Vogel – inzwischen zum Oberbürgermeister von München gewählt – in die Verwaltung der Landeshauptstadt. Dort diente er unter anderem als stellvertretender Leiter des Direktoriums-Stadtplanungsamtes und als Leiter der Gruppe Bauverwaltung im Baureferat. Er nahm maßgeblich Einfluss auf die Erstellung des 1963 erstmals beschlossenen Stadtentwicklungsplans für München. Durch den Zuschlag für die Ausrichtung der Olympischen Sommerspiele 1972 im April 1966 wurde die bauliche Entwicklung der Stadt beschleunigt. Die beträchtlichen Anstrengungen zur Umgestaltung in Vorbereitung auf die Spiele begleitete Abreß als Leiter des Investitionsplanungs- und Olympia-Amtes der Stadt.
Er engagierte sich seit 1968 im Lions Club München.
Nachdem Vogel 1972 sein Amt als Oberbürgermeister an Georg Kronawitter abgegeben hatte und nach dem Erfolg der SPD bei der Bundestagswahl 1972 das Ministerium für Raumordnung, Bauwesen und Städtebau übernahm, holte er im Jahr 1973 Abreß als beamteten Staatssekretär in sein Ministerium nach Bonn-Bad Godesberg. Schwerpunkt seiner Arbeit in den folgenden zwei Jahren war die Reform des Bodenrechts.
Als Vogel nach dem Rücktritt von Willy Brandt im Mai 1974 das Justizministerium übernahm, blieb Abreß auch unter Vogels Nachfolger Karl Ravens beamteter Staatssekretär. Im Zuge der Kabinettsumbildung im Februar 1978 und der Ernennung von Dieter Haack zum Bundesminister für Raumordnung, Bauwesen und Städtebau wurde er zum 31. Juli 1978 in den Ruhestand versetzt.
1981 nahm er einen Lehrauftrag an der Sozialwissenschaftlichen Fakultät der Ludwig-Maximilians-Universität München an. 1984 wurde er dort zum Honorarprofessor für Recht für Sozialwissenschaftler ernannt.
Hubert Abreß ist auf dem Waldfriedhof Gauting bestattet.

## Auszeichnungen
- 2003: Bundesverdienstkreuz (I. Klasse)

## Einzelbelege
1. ↑  Abreß, Hubert. Das Bundesarchiv, abgerufen am 4. Januar 2021.
2. ↑  Mitgliederverzeichnis, herausgegeben von Lions International Gesamt-District 111, Stand 1. Juni 1976

| Personendaten    | Personendaten                |
| ---------------- | ---------------------------- |
| NAME             | Abreß, Hubert                |
| KURZBESCHREIBUNG | deutscher Verwaltungsbeamter |
| GEBURTSDATUM     | 6. September 1923            |
| GEBURTSORT       | Nürnberg                     |
| STERBEDATUM      | 1. Oktober 2009              |
| STERBEORT        | München                      |